# پابلو بوئندیا
پابلو بوئندیا (انگلیسی: Pablo Buendía؛ زادهٔ ۲ ژانویهٔ ۱۹۸۶) بازیکن فوتبال اهل اسپانیا است.
از باشگاه‌هایی که در آن بازی کرده‌است می‌توان به باشگاه فوتبال آلباسته بالومپیه اشاره کرد.